# Коїдзумі Іцукі
Іцукі Коідзумі (яп. 古泉 一樹) — вигаданий персонаж серії ранобе Харухі Судзумія й однойменного аніме, де в оригінальній версії його озвучує Дайсуке Оно, в англомовній — Джонні Йонг Бош.
Іцукі — останнім учасник, екстрасенс, який приєднався до «Команди SOS»; його завербувала Харухі, бо він «таємничий переведений учень». Коїдзумі посланий, щоб спостерігати та тримати Харухі емоційно стабільною в цілях захисту решти людства.

## Особистість
Іцукі постійно посміхається і завжди говорить у формально-ввічливій манері. Він схильний до довгих і докладних пояснень, що, як правило, ілюструється активною жестикуляцією. Іцукі зізнався Кьону одного разу, що його зовнішня особистість і поведінка є штучними, зробленими, щоб відповідати враженням Харухі. Екстрасенс натякнув, що його справжній характер — зовсім інша справа, що «менш приємний» на думку навколишніх.
З чотирьох членів команди Кьону спочатку не дуже подобається Іцукі. Його часто дратує пластикова посмішка Коїдзумі, готовність останнього погоджуватися на пропозиції Харухі, жарти, підколи, різні мотивації та розмови про психологічні та філософські теорії Іцукі (наприклад, гіпотеза омфалос, антропний принцип тощо). Проте Кьон довіряє намірам Іцукі, порівнюючи його з Юкі Нагато, коли мова йде про розшифровку його виразів. Пізніше Кьон починає довіряти Іцукі попри різні замашки останнього, він розмовляє з ним частіше, ніж з іншими членами групи SOS, тому що Юкі, як правило, тиха, а Мікуру постійно чіпляє Харухі. За іронією долі, Іцукі може поділитися своїми теоріями тільки з Кьоном, з ентузіазмом грає у різні види настільних ігор з ним, щоб заповнити час.
Хоча Іцукі названий офіційним заступником командира Харухі у бригаді SOS, це звичайна формальність, оскільки в кожному аспекті Кьон є ближчим до Харухі.

## Агентство
Іцукі є членом таємної організації, відомої як «Агентство». Члени цього товариства складаються зі спеціальних людей, екстрасенсів, які отримали унікальні надможливості та спеціальні знання про Харухі три роки тому. З того часу вони активно захищають людство, борючись з гігантськими істотами, відомих як Shinjin (яп. 神 人, «богоподібна людина»). Якщо руйнування цих істот не зупинити у закритому просторі, катастрофа у кінцевому підсумку відбудеться в реальності. Він часто дякує Кьону за його підтримку емоційної стабільності Харухі та зменшення навантаження на себе і своїх колег.
Попри просування теорії, в якій Харухі є еквівалентом Бога, Іцукі каже, що в Агентстві існує багато інших гіпотез про Харухі.